# Isla Danzante
Isla Danzante är en ö i Mexiko. Den ligger på östra kusten i delstaten Baja California Sur, i den västra delen av landet. Ön tillhör Loreto kommun och ligger strax söder om den större ön, Isla Carmen. Isla Danzante har en area på 4,15 kvadratkilometer.